# Cuorgnè
Cuorgnè – miejscowość i gmina we Włoszech, w regionie Piemont, w prowincji Turyn.
Według danych na rok 2004 gminę zamieszkiwało 10 037 osób, 528,3 os./km².